# Sanski Most
Sanski Most (v srbské cyrilici Сански Мост) je město v Bosně a Hercegovině. Nachází se na západě země, poblíž města Prijedor. Administrativně je součástí Federace Bosny a Hercegoviny, Unsko-sanského kantonu.

## Název
Název označuje původní most přes řeku Sanu, okolo kterého se město postupně rozrostlo. Přezdívané je také jako grad na devet rijeka neboli město devíti řek – do Sany se zde vlévá ještě 8 menších přítoků (Sanica, Dabar, Bliha, Japra, Zdena, Majdanska Rijeka, Sasinka a Kozica).

## Poloha
Město obklopují horské hřebeny Grmec, Mulez a Behramaginica. Rozkládá se v široké rovině řeky Sany. 

## Historie
Sídlo bylo dobyto v roce 1463 tureckým sultánem Mehmetem dobyvatelem. Místo, kde se po dobytí modlil, je dodnes připomínáno.
Na mapách třetího vojenského mapování z konce 19. století je město vyobrazeno pod názvem Sanskimost. Již tehdy bylo rozděleno etnicky na dvě části; na východní se nacházela srbská část (Srpska čaršija) a na západním břehu muslimská (Turska čaršija). Rozmístění kostelů a mešit bylo víceméně odpovídajícímu dělení právě podle řeky.
Většinu obyvatel Sanského Mostu v současné době tvoří Bosňáci, po válce v 90. letech většina Chorvatů a Srbů město opustila. Po dlouhou dobu během války bylo město obsazeno jednotkami Vojsk Republiky srbské. V souladu s Daytonskou dohodou bylo začleněno do Federace Bosny a Hercegoviny.
V roce 2023 bylo město zasaženo povodní.

## Kultura a pamětihodnosti
Nejvýznamnějšími stavbami ve městě je velká mešita a most přes řeku. Ve východní části Sanského Mostu stojí také kostel apoštolů Petra a Pavla (pravoslavný) a kostel nanebevzetí Panny Marie (katolický). V blízkosti města se nachází také památník Šušnjar, který připomíná oběti za druhé světové války.
V Sanském Mostu se nachází městská knihovna.
Nedaleko města se nachází lázně a jeskyně, z níž vyvěrá řeka Dabar.

## Školství
Na území obce (općiny) Sanski Most se nachází celkem sedm základních škol, dále tři školy střední, gymnázium a střední zemědělská škola Sanus Futurum.

## Doprava
Městem v minulosti (do roku 1975) procházela úzkorozchodná železnice z Prijedoru dále na jih země. Do současné doby je jako kulturní památka dochována budova původního nádraží. V současné době je jediné dopravní spojení se městem k dispozici silniční, a to ze směrů Ključ, Bosanska Krupa a Prijedor.

## Osobnosti
- Mehmed Alagić – generál
- Amir Kazić Leo – zpěvák
- Amir Talić – spisovatel
- Senijad Ibričić – fotbalista
- Kemal Malovčić – zpěvák
- Vukašin Brajić – zpěvák

## Galerie

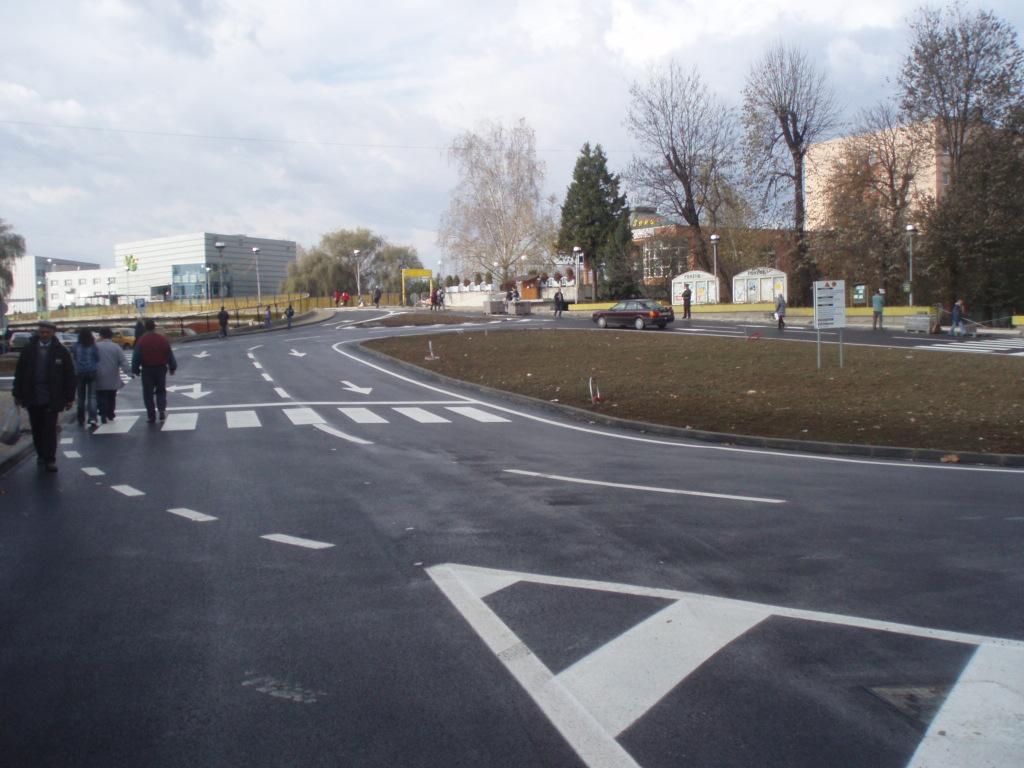
Sanski Most – náměstí
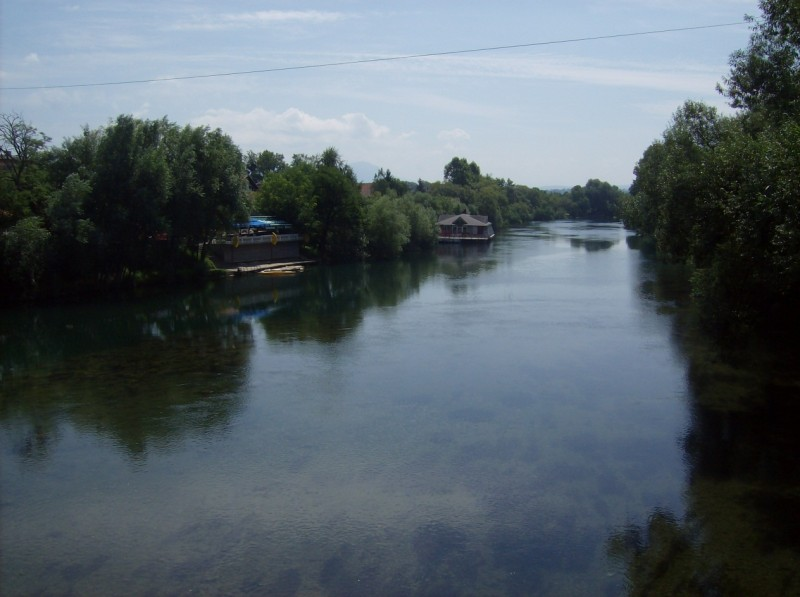
Řeka Sana v Sanském Mostu
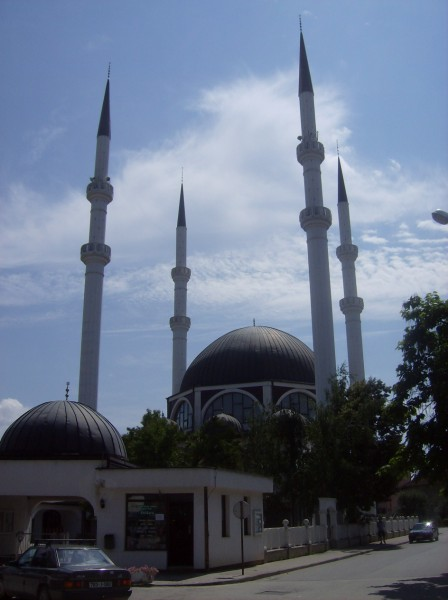
Mešita Hamzy Beye
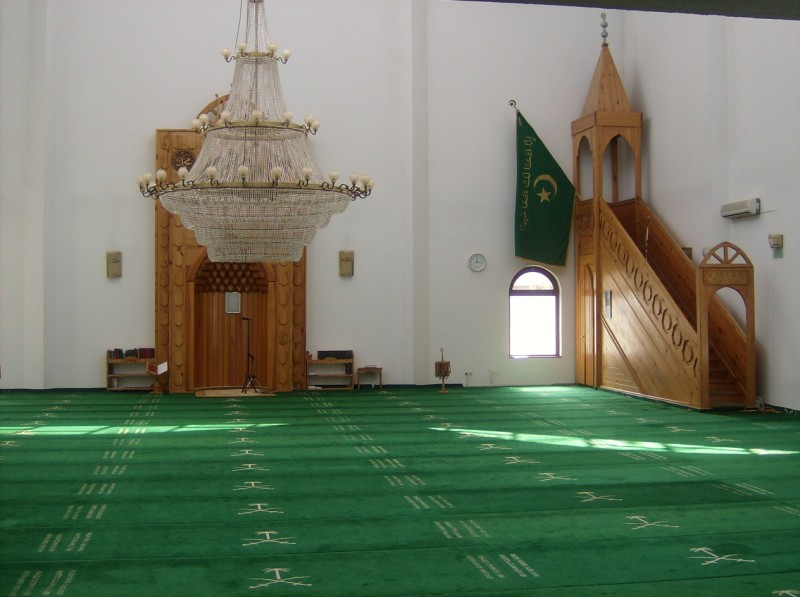
Mešita Hamzy Beye: interiér
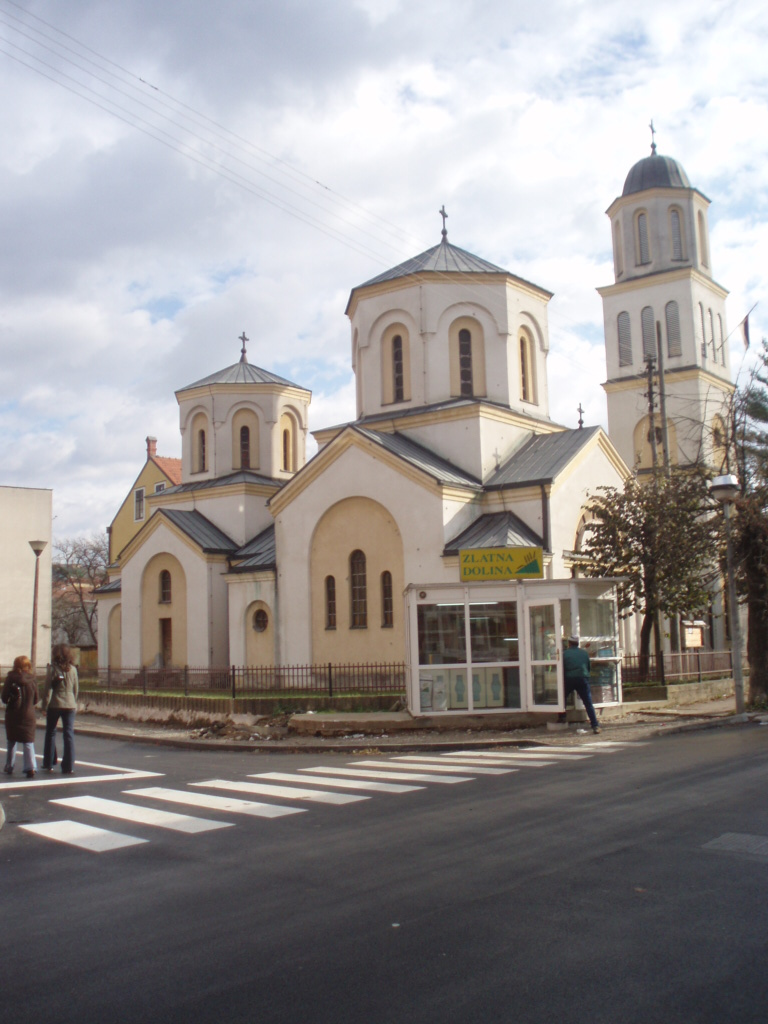
Pravoslavný kostel v Sanském Mostu
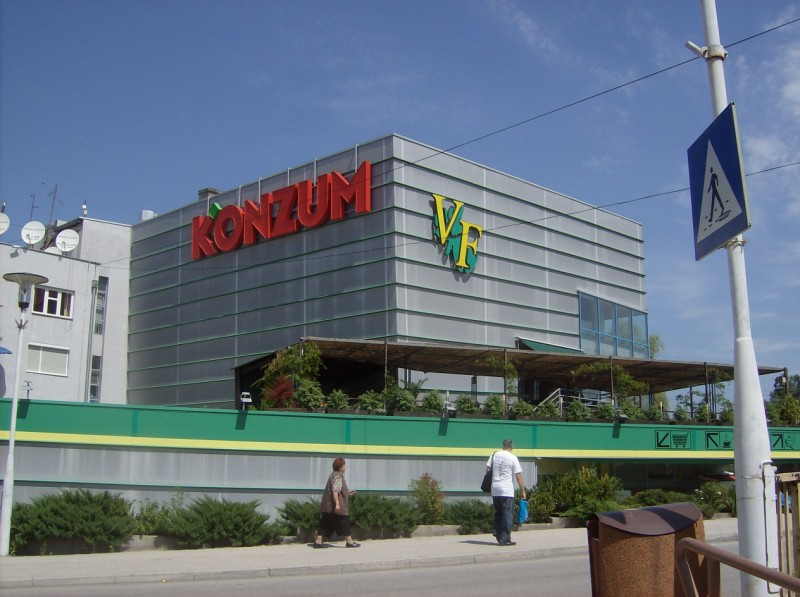
Obchodní dům Konzum